# 埃德温·弗雷泽
埃德温·弗雷泽（英語：Edwin Frazier，1907年5月5日—1971年11月2日），美国男子冰球运动员，场上位置是守门员。他曾入选1932年冬季奥林匹克运动会美国男子冰球队名单，但并未上场参赛。